# Ribbkaktus
Ribbkaktus (Echinopsis spachiana) är en art av kaktus från västra Argentina. Stammarna är cylindriska, 5-6 cm i diameter, till 2 m höga och grenar sig vid basen.  Ribbor 10-15. Areoler stora, gulaktiga. Taggar raka, rödgula. En centraltagg, 1-2 cm lång. Radiärtaggar 8-10, 0,4-1 cm långa. Blommor 18-20 cm långa och till 15 cm i diameter, vita. Blompip mycket hårig. De slår ut på natten, men hålls öppna ca 24 timmar.
Arten liknar Echinopsis lamprochlora som dock har fyra centraltaggar.
Artepitetet hedrar botanisten Edouard Spach (1801-1879). Vad det svenska namnet syftar på är okänt.

## Odling
Ribbkaktus är en lättodlad krukväxt som skall placeras i full sol under hela året. Vattnas ca en gång per vecka april-maj till oktober. Vid mycket varm väderlek kan mera vatten ges. Ge kvävefattig gödning i små doser.  Övervintras svalt och torrt under november-mars. Temperaturen bör ligga på 10°C. Utan sval vintervila blommar inte kaktusen. Blommar först som lite äldre planta.
Arten används ibland som underlag vid ympning.

## Hybrider
- 'Hustler'  - (Dimmitt) tunna upprätta stammar med guldgula taggar. Blommor 12,5 cm långa, starkt rosa.
- 'Pink Glory' (E. spachiana × E.tarijensis) en robust, upprättväxande sort med guldgula taggar. Stammar till 3 meter höga och till 7,5 cm vida. Blommor ljust rosa blommor, men blommar sällan.

## Synonymer
- Cereus spachianus  Lemaire 1840
- Echinocereus spachianus  (Lemaire) Rümpler 1885
- Trichocereus spachianus  (Lemaire) Riccobono 1909
- Cereus santiaguensis  Spegazzini 1905
- Trichocereus santiaguensis  (Spegazzini) Backeberg 1959
- Echinopsis santiaguensis  (Spegazzini) H.Friedrich & G.D.Rowley 1974